# ژیرایر داداسیان
ژیرایر بنیکی داداسیان (ارمنی: Ժիրայր Բենիկի Դադասյան؛  ۲۷ مارس ۱۹۶۴) یک کارگردان نمایش اهل ارمنستان است. وی از سال میلادی تاکنون مشغول فعالیت بوده است. وی از ۱۳ آوریل ۲۰۰۵ تا کنون عضو کارگروه صدا و سیمای ملی جمهوری ارمنستان می‌باشد

## زندگی‌نامه
وی در ۲۷ مارس ۱۹۶۴ در سوس به دنیا آمد و از دانشگاه دولتی علوم پرورشی خاچاطور آبوویان ارمنستان فارغ‌التحصیل شد. وی همچنین برندهٔ جوایزی همچون چهره هنری شایسته جمهوری ارمنستان شده است.